# The Fathomless Mastery
The Fathomless Mastery är det tredje fullängdsalbumet av svenska death metal-bandet Bloodbath som gavs ut den 6 oktober 2008 av skivbolaget Peaceville Records. Albumet spelades in i Ghost Ward, juli till augusti 2008.

## Låtförteckning
1. "At the Behest of Their Death" - 03:41
2. "Process of Disillumination" - 03:09
3. "Slaughtering the Will to Live" - 03:37
4. "Mock the Cross" - 04:02
5. "Treasonous" - 04:13
6. "Iesous" - 03:34
7. "Drink From the Cup of Heresy" - 03:37
8. "Devouring the Feeble" - 03:11
9. "Earthrot" - 03:20
10. "Hades Rising" - 05:05
11. "Wretched Human Mirror" - 04:12

## Banduppsättning
- Mikael Åkerfeldt - sång
- Anders "Blakkheim" Nyström - gitarr
- Per "Sodomizer" Eriksson - gitarr
- Jonas Renkse - bas
- Martin Axenrot - trummor

### Gästmusiker
- Christian Älvestam - sång

## Medverkande
- David Castillo - producent, ljudtekniker
- Björn Engelmann - mastering Cutting Room Studios
- Dusty Peterson - omslagsdesign
- Robin Bergh - foto